# Herman Johan Engelkens
Herman Johan Engelkens (Weener, 8 juli 1797 - Wessinghuizen, 30 oktober 1884) was een Nederlandse burgemeester, advocaat en politicus.

## Leven en werk
Engelkens werd in 1797 in het Duitse Weener geboren als zoon van de jurist dr. Henrikus Engelkens en van Gabering Hesse. Hij studeerde rechten aan de universiteit van Groningen en promoveerde aldaar in 1821 op een dissertatie getiteld "Specimen juridicum inaugurale, generalia quaedam sistens de juris cambialis origine". Hij werd betaalmeester (rijkskassier) in Winschoten. In 1825 werd hij gekozen tot wethouder. Van 1838 tot 1854 vervulde hij de functie van burgemeester van deze gemeente. Tegelijkertijd had hij een advocatenpraktijk. In 1848 stond hij tweede op de voordracht van het district Winschoten als kandidaat voor de Eerste Kamer. Samen met zijn medekandidaat uit Winschoten, Jan Freseman Viëtor, werd hij door koning Willem II benoemd tot lid van de Eerste Kamer. Er werd bij zijn benoeming tot kamerlid getwijfeld of hij wel in het bezit van de Nederlandse nationaliteit was. Engelkens was in zijn woonplaats Winschoten tevens lid van het curatorium van het gymnasium en rechter-plaatsvervanger bij de arrondissementsrechtbank. Na de beëindiging van zijn burgemeestersloopbaan in 1854 werd hij arrondissements-betaalmeester te Groningen.
Engelkens trouwde op 13 juni 1824 te Zuidbroek met Sara Anna Cornelia Spandau, dochter van de Groningse gedeputeerde Hajo Albertus Spandaw en van Henrica Woortman. Hij overleed in 1884 op 86-jarige leeftijd in Wessinghuizen binnen de toenmalige gemeente Onstwedde.
In Winschoten is de Burgemeester mr. H.J. Engelkenslaan naar hem genoemd.
- Biografisch Portaal: 56587504
- Parlement.com: vg09ll0hhuy7
- Virtual International Authority File: 289397079